# Каримов, Ренат Ильясович
Ренат Сайга (имя при рождении Ренат Ильясович Каримов) — российский режиссёр, сценарист.

## Биография
Ренат Ильясович Каримов родился в 1982 году в р. Татарстан, в г. Набережные Челны. После окончания школы поступил в Камский политехнический институт на авто механический факультет. В 2016 году закончил 5 месячные кинокурсы по профессии режиссёр игрового кино, сценарист, оператор в казанской киношколе «Точка кино». В 2018 году закончил актёрские курсы в Набережночелнинской студии «Liberty»

## Фильмы и награды
Свой первый дипломный короткометражный игровой фильм на русском языке «Братья» Ренат Каримов-Сайга снял в 2016 году. В 2016 году фильм «Братья» участвовал на Международном фестивале «Окно в Европу», на Международном Казанском кинофестивале, на Международным кинофестивале «Святая Анна», на Международном кинофестивале «Золотой Витязь» получил диплом за «За глубокое художественное воплощение нравственных и духовных ценностей в киноискусстве»
В 2019 году режиссёр снял короткометражный фильм «Остазбикэ», по мотивам татарского писателя Гаяза Исхаки, по решению жюри фильм выиграл на Международном кинофестивале в Афганистане в номинации «Лучший мусульманский фильм из России», фильм был представлен в стране наряду с фильмами Франции, Германии и других стран.
Фильм «Отстазбикэ» участвовал на Международном Казанском кинофестивале, на Международном Чебоксарском кинофестивале, на Международном кинофестивале в Астане(Казахстан)
В 2022 году режиссёр приступил к подготовке нового полнометражного фильма «Активация».

## Фильмография
| Год  |     | Русское название | Оригинальное название            | Роль                |
| ---- | --- | ---------------- | -------------------------------- | ------------------- |
| 2016 | кор | Братья           | Оригинальное название неизвестно | режиссёр, сценарист |
| 2019 | кор | Остазбикэ        | OSTAZBIKE                        | режиссёр, сценарист |
| TBA  | кор | Активация        | Оригинальное название неизвестно | режиссёр, сценарист |